# 771 هـ
771 هـ هي سنة في التقويم الهجري امتدت مقابلةً في التقويم الميلادي بين سنتي 1369 و1370.

## وفيات
- إبراهيم يحيى الهدوي
- جمال الدين القونوي
- أبو عبد الله الشريف التلمساني